# Les Chouans
Les Chouans (em português, Os Chuans, ou, na tradução brasileira, A Bretanha em 1799) é um romance histórico de 1829 escrito pelo autor francês Honoré de Balzac e incluída na seção das Scènes de la vie militaire de sua La Comédie humaine. Fortemente influenciado pela obra de Sir Walter Scott, foi o primeiro sucesso real de Balzac como escritor e a primeira obra que assinou com o próprio nome. O romance combina a história militar com uma história de amor entre uma aristocrata e um rebelde antirrevolucionário.

## Enredo
Em 1799, sob o Consulado, os camponeses bretões se armaram para o retorno do rei e contra as tropas republicanas do comandante Hulot. Uma aristocrata, Marie de Verneuil, é enviada por Joseph Fouché para seduzir e capturar seu líder, o Marquês de Montauran, conhecido como “le Gars”. Ela deve ser ajudada por um policial habilidoso, ambicioso e inescrupuloso, Corentin.
No entanto, ela se apaixona por seu alvo. Contra Corentin e contra os Chouans que a odeiam, ela fará o possível para se casar com o marquês. Enganada por Corentin, que a faz acreditar que o Marquês ama sua rival mortal, Madame du Gua, ela ordena ao Comandante Hulot que destrua os rebeldes. Descobrindo o engano tarde demais, ela se sacrifica para tentar, sem sucesso, salvar Montauran com quem se casou algumas horas antes. Ela morre ao lado dele, na manhã seguinte à noite de núpcias.